# Civrieux
Civrieux (también llamada Civrieux-en-Dombes) es una comuna francesa situada en el departamento de Ain, de la región de Auvernia-Ródano-Alpes.

## Demografía
| 480 | 492 | 536 | 763 | 954 | 1 079 | 1 290 | 1 489 | 1 755 |
| Para los censos de 1962 a 1999 la población legal corresponde a la población sin duplicidades (Fuente: INSEE [Consultar]) |     |     |     |     |       |       |       |       |

## Lugares y monumentos
- Iglesia gótica de San Dionisio y San Blas
- Poype del castillo de Bernoud
- Castillo de Les Moineaux

## Hermanamiento
- Cerreto Laziale (Italia)